# Golden Globe per il miglior film straniero in lingua straniera
Il Golden Globe per il miglior film straniero in lingua straniera venne assegnato al miglior film straniero in lingua straniera dalla HFPA (Hollywood Foreign Press Association). 
Venne assegnato dal 1957 al 1973, contemporaneamente al Golden Globe per il miglior film straniero in lingua inglese, a cui era unificato prima e dopo questo intervallo di anni, in un unico premio, il Golden Globe per il miglior film straniero. Anche con il Samuel Goldwyn International Award vennero premiati i film stranieri.

## Vincitori e candidati
L'elenco mostra il vincitore di ogni anno, seguito dai film che hanno ricevuto una candidatura. Per ogni film viene indicato il titolo italiano e titolo originale tra parentesi, il regista e la nazione di appartenenza.

### 1950
- 1957
  - Ragazza in nero (To Koritsi me ta mavra), regia di Mihalis Kakogiannis (Grecia)
  - Taiyo to bara (Taiyo to bara), regia di Keisuke Kinoshita (Giappone)
  - Il bianco pastore di renne (Valkoinen peura), regia di Erik Blomberg (Finlandia)
  - Vor Sonnenuntergang (Vor Sonnenuntergang), regia di Gottfried Reinhardt (Germania)
  - Guerra e pace (War and Peace), regia di King Vidor (Italia)

- 1958
  - Le confessioni del filibustiere Felix Krull (Bekenntnisse des Hochstaplers Felix Krull), regia di Kurt Hoffmann (Germania Ovest)
  - Kiiroi karasu (Kiiroi karasu), regia di Heinosuke Gosho (Giappone)
  - Tizoc (Tízoc), regia di Ismael Rodríguez (Messico)

- 1959
  - L'Eau vive, regia di François Villiers (Francia)
  - La ragazza Rosemarie (Das Mädchen Rosemarie), regia di Rolf Thiele (Germania Ovest)
  - La strada lunga un anno (La strada lunga un anno), regia di Giuseppe De Santis (Jugoslavia)

### 1960
- 1966
  - Giulietta degli spiriti, regia di Federico Fellini (Italia)
  - Barbarossa (Akahige), regia di Akira Kurosawa (Giappone)
  - Les Parapluies de Cherbourg (Les Parapluies de Cherbourg), regia di Jacques Demy (Francia)
  - Il piacere e l'amore (La ronde), regia di Roger Vadim (Francia)
  - Tarahumara - La vergine perduta (Tarahumara (Cada vez más lejos)), regia di Luis Alcoriza (Messico)

- 1967
  - Un uomo, una donna (Un homme et une femme), regia di Claude Lelouch (Francia)
  - Amleto (Gamlet ), regia di Grigori Kozintsev (URSS)
  - Gli amori di una bionda (Lásky jedné plavovlásky), regia di Miloš Forman (Cecoslovacchia)
  - Di sabato mai! (Pas question le samedi), regia di Alex Joffé (Francia/Italia/Israele)
  - Signore & signori, regia di Pietro Germi (Italia)

- 1968
  - Vivere per vivere (Vivre pour vivre), regia di Claude Lelouch (Francia)
  - Elvira Madigan, regia di Bo Widerberg (Svezia)
  - L'immorale, regia di Pietro Germi (Italia/Francia)
  - Treni strettamente sorvegliati (Ostre sledované vlaky), regia di Jiří Menzel (Cecoslovacchia)
  - Lo straniero, regia di Luchino Visconti (Italia/Francia)

- 1969
  - Guerra e pace (Voina i mir), regia di Sergej Bondarcuk (Unione Sovietica)
  - Baci rubati (Baisers volés), regia di François Truffaut (Francia)
  - La sposa in nero (La mariée était en noir), regia di François Truffaut (Francia)
  - La vergogna (Skammen), regia di Ingmar Bergman (Svezia)
  - Ho incontrato anche zingari felici (Skupljaci perja), regia di Aleksandar Petrović (Jugoslavia)

- 1970
  - Z - L'orgia del potere (Z), regia di Costa-Gavras (Algeria)
  - Satyricon (Satyricon), regia di Federico Fellini (Italia)
  - Koritsia ston ilio (Koritsia ston ilio), regia di Vasilīs Geōrgiadīs (Grecia)
  - Te'alat Blaumilch (Te'alat Blaumilch), regia di Ephraim Kishon (Israele)
  - Adalen '31 (Ådalen '31), regia di Bo Widerberg (Svezia)

### 1970
- 1971
  - L'uomo venuto dalla pioggia (Le passager de la pluie), regia di René Clément (Francia)
  - La confessione (L'aveu), regia di Costa-Gavras (Francia)
  - Borsalino (Borsalino), regia di Jacques Deray (Francia/Italia)
  - Indagine su un cittadino al di sopra di ogni sospetto, regia di Elio Petri (Italia)
  - Ore'ach B'Onah Metah (Ore'ach B'Onah Metah), regia di Moshé Mizrahi (Francia/Israele)

- 1972
  - Basso, moro, scalcagnato e... con i piedi piatti (Ha Shoter Azulai), regia di Ephraim Kishon (Israele)
  - Una pioggia di stelle (Čajkovskij), regia di Igor Talankine (Unione Sovietica)
  - Il conformista, regia di Bernardo Bertolucci (Italia)
  - Il ginocchio di Claire (Le genou de Claire), regia di Éric Rohmer (Francia)
  - Morire d'amore (Mourir d'aimer), regia di André Cayatte (Francia)

- 1973
  - La nuova terra (Nybyggarna), regia di Jan Troell (Svezia)
  - Karl e Kristina (Utvandrarna), regia di Jan Troell (Svezia)
  - Il fascino discreto della borghesia (Le charme discret de la bourgeoisie), regia di Luis Buñuel (Francia)
  - Espejismo (Espejismo), regia di Armando Robles Godoy (Perù)
  - Roma, regia di Federico Fellini (Italia)
  - Sussurri e grida (Viskiningar och rop), regia di Ingmar Bergman (Svezia)